# Mizuno Shigeo

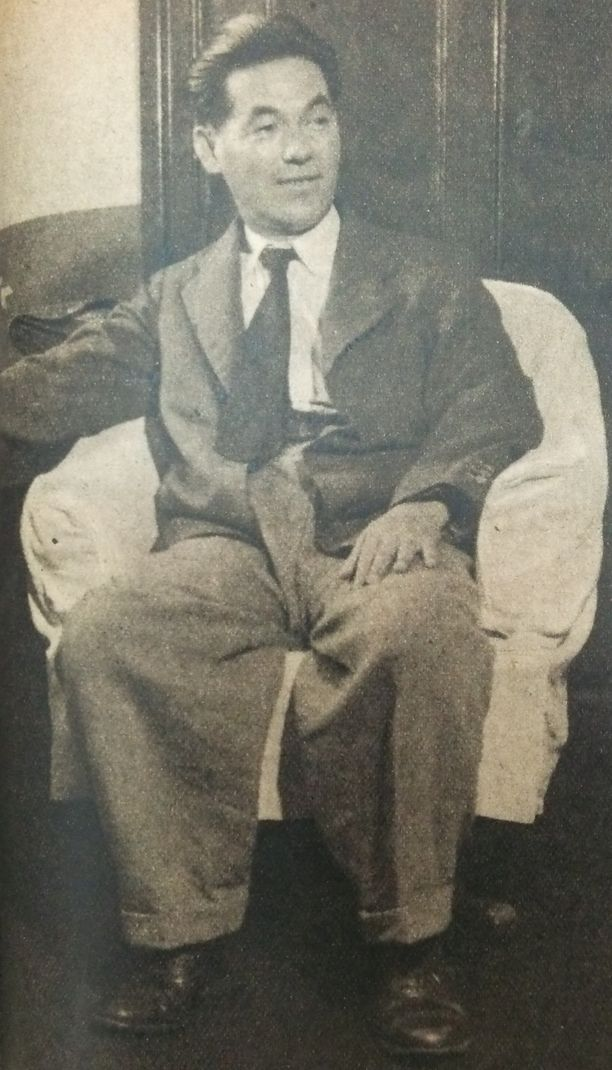
Mizuno Shigeo 1948

Mizuno Shigeo (japanisch 水野 成夫; geboren 13. November 1899 im Dorf Sakura in der Präfektur Shizuoka; gestorben 4. Mai 1972) war ein japanischer Unternehmer. Er war einer der „Vier Himmelskönige der Finanz- und Wirtschaftswelt“ (財界四天王, Zaikai Shitennō) während des Wiederaufbaus nach dem Pazifikkrieg.

## Leben und Wirken
Mizuno Shigeo machte 1924 seinen Studienabschluss an der Universität Tōkyō, und zwar im Fach Französisches Recht der Juristischen Fakultät. 1925 schloss er sich der Kommunistischen Partei Japans an. 1928 wurde er im Rahmen der Säuberungsaktion vom 15. März 1928 festgenommen und war bis 1929 im Gefängnis. Er wandte sich vom Kommunismus ab, eine Entscheidung, die als „Tenkō“ in die japanische Geschichte eingegangen ist und die auch viele andere Kommunisten trafen.
Nach dem Pazifikkrieg spielte er eine Schlüsselrolle in der Entwicklung der Beziehungen zwischen der Arbeiter- und Unternehmerseite. Mizuno wirkte als Berater des Premierministers Ikeda Hayato. Er war aber auch unternehmerisch tätig. Als Präsident der Zeitung Sankei Shimbun gelang es ihm, „Nippon Cultural Broadcasting“ und „Fuji TV“ zur Fuji-Sankei-Gruppe zu vereinen.
Mizuno wandte sich später der literarischen Welt zu und übersetzte „Die Götter dürsten“ von Anatole France, „England. Geschichte in Bildern“ von André Maurois und andere Werke – Übersetzungen, die zu Bestsellern wurden.